# Sytrus
Sytrus es un sintetizador de software incluido en el programa de producción musical FL Studio de Image-Line. Está disponible para las plataformas VSTi y DXi.

## Síntesis
Sytrus usa una combinación de síntesis substractiva, aditiva, FM y modulación en anillo. Incluye seis osciladores personalizables, Además provee una cantidad importante de ajustes y controles, incluyendo cambio de forma de onda, edición de armónicos, ecualización, moduladores (los cuales pueden asignarse a cualquier parámetro), 3 módulos de filtros con 13 diferentes tipos, reverberación, 3 módulos de delay, unísono, chorus, etc.